# Глибокий потік (притока Мутника)
Глибокий потік (словац. Hlboký potok) — річка в Словаччині, права притока Мутника, протікає в окрузі Наместово.
Довжина приблизно 4,5 км. Витік лежить у масиві Оравські Бескиди (геоморфологічна підодиниця Пілско; схил гори Голя) — на висоті близько 890—900 метрів. Протікає територією села Оравске Веселе.
Впадає в Мутник на висоті приблизно 730 метрів.